# Héctor Vega
Héctor Luis Vega Astudillo (Iquique, 13 de diciembre de 1967-) es un exfutbolista chileno que jugaba como Mediocentro ofensivo en equipos de Chile, Perú y Ecuador. Es conocido por el apodo de Caldillo, el cual heredó de su padre.
Es el padre del también futbolista chileno-peruano Héctor Fabrizzio Vega, quien nació en Lima debido al paso de su padre por el Club Deportivo Yurimaguas de dicha ciudad.

## Trayectoria
Nació en el barrio Pueblo Nuevo de la ciudad de Iquique, dando sus primeros pasos como futbolistas en el club amateur Unión Pueblo Nuevo.
Un producto de las divisiones inferiores de Deportes Iquique, donde debutó en 1985. Tuvo su gran rendimiento durante 1988, cuando el equipo iquiqueño disputó la final de la Liguilla Pre-Libertadores, donde el conjunto de los dragones cayó en la final por 1-2 ante Colo-Colo. Luego del descenso del club a Primera B, en 1992 emigró hacia Perú, para formar parte del Deportivo Yurimaguas.Por el fútbol peruano también tuvo pasos por el Deportivo Sipesa (1995) y Sport Boys (1996).
En 1997 regresó a Chile, teniendo su segunda etapa en Deportes Iquique, logrando el Clausura 1997 de la Primera B chilena, obteniendo el ascenso a la primera división. En 1999, jugó el primer semestre para Deportivo Quito de Ecuador, para el segundo semestre regresar a su país natal y defender los colores de Santiago Wanderers de la Primera B, donde logra un nuevo ascenso, esta vez como subcampeón del torneo de 1999.
En 2001, regresa a Deportes Iquique para su tercer paso por el equipo nortino, mismo año en donde obtuvo un premio de 457 millones de pesos chilenos. Vega habría usado parte del dinero para incentivar a sus compañeros para que no descendieran a la Tercera División, logrando el objetivo al terminar en la 13° posición de la Primera B 2001.
Su último club fue Everton el año 2002.
Luego de su retiro, se dedicó a administrar su fortuna, viajando por el mundo y gastando en lujos; sin embargo, tras malgastar el dinero, trabajó como gerente en una Pizzería, camionero en la industria minera y operario en el Puerto de Iquique.

## Clubes
| Club                 | País    | Año       |
| -------------------- | ------- | --------- |
| Deportes Iquique     | Chile   | 1985-1991 |
| Deportivo Yurimaguas | Perú    | 1992      |
| Deportes Iquique     | Chile   | 1993      |
| Coquimbo Unido       | Chile   | 1994      |
| Deportivo Sipesa     | Perú    | 1995      |
| Sport Boys           | Perú    | 1996      |
| Deportes Iquique     | Chile   | 1997-1998 |
| Deportivo Quito      | Ecuador | 1999      |
| Santiago Wanderers   | Chile   | 1999-2000 |
| Deportes Iquique     | Chile   | 2001      |
| Everton              | Chile   | 2002      |

## Palmarés

### Campeonatos nacionales
| Título    | Club             | País  | Año           |
| --------- | ---------------- | ----- | ------------- |
| Primera B | Deportes Iquique | Chile | Clausura 1997 |